# Antonio Esparragoza
Antonio Esparragoza est un boxeur vénézuélien né le 2 septembre 1959 à Cumana.

## Carrière
Passé professionnel en 1981, il devient champion du monde des poids plumes WBA le 6 mars 1987 aux dépens de Steve Cruz. Esparragoza conserve cette ceinture à 7 reprises puis s'incline face à Park Yong-kyun le 30 mars 1991. Il met un terme à sa carrière après ce combat sur un bilan de 36 victoires, 2 défaites et 4 matchs nuls.